# Agathis australis
El kauri (Agathis australis) es una especie de conífera endémica del norte de la isla Norte de Nueva Zelanda al norte de los 38° lat. S. y es la mayor especie de árbol de Nueva Zelanda (por volumen) pero no en altura, rivalizando en el diámetro de su tronco con la secuoya de Estados Unidos. El árbol tiene la corteza lisa y las hojas pequeñas ovales.

## Distribución
Los escasos bosques de kauris aún existentes después de una tala intensiva, se encuentran en la mitad septentrional de la isla Norte de Nueva Zelanda. Quizá el árbol de kauri más famoso es el denominado Tāne Mahuta, situado en el bosque de Waipoua (región de Northland), y cuyo nombre significa El señor del bosque en maorí. Se trata del mayor árbol de kauri que existe en la actualidad (4,4 m de diámetro y 17,7 m de altura hasta el nacimiento de la primera rama). El árbol más anciano es el denominado Te Matua Ngahere (‘El padre del bosque’), también en el bosque de Waipoua y con una edad estimada de unos 2000 años. Algunos de los mayores ejemplares talados en los dos últimos siglos eran mucho más viejos.

## Descripción
Los árboles de kauri crecen rectos y hasta una gran altura (aproximadamente, unos 50 m), con una corteza suave y pequeñas hojas ovaladas. Cuando el árbol es joven, tiene la forma de un cono estrecho con ramas saliendo a lo largo de toda la longitud del tronco. Los troncos crecen rectos y, a medida que van ganando altura, las ramas más bajas se van cayendo hasta que finalmente las ramas superiores se convierten en una corona imponente que sobresale por encima de los demás árboles y domina el bosque. Al caerse las ramas inferiores, el tronco se transforma en una gran columna sin ramas. La corteza se desprende del tronco en escamas de pequeño tamaño, lo que impide que las plantas epífitas trepen a su tronco.
La reproducción tiene lugar entre piñas masculinas y femeninas de un mismo árbol. La fertilización de las semillas puede llevarse a cabo mediante polen del mismo o de diferente árbol. Las piñas femeninas tardan dos años en madurar. Las semillas disponen de alas y el viento las dispersa cuando las piñas se abren.
Su resina recibe el nombre de resina vare.

## Usos
El tamaño, dureza y resistencia de la madera de kauri hicieron de ella un material popular en la construcción de edificios y barcos, especialmente para mástiles, debido a su veta paralela y a la ausencia de ramas hasta una gran altura. El color claro de su madera la hacía también particularmente adecuada para la fabricación de mobiliario. Asimismo se utilizaba para la construcción de puentes, vallas, presas, moldes para la forja de metales, tinajas, cisternas, barriles, rodillos para la industria textil, traviesas de ferrocarril, entibados para minas y túneles, etc. La corona y el tocón del árbol poseen una veta muy apreciada por su belleza, por lo que se usó para panelar paredes y para fabricar ornamentos y muebles.

## Historia

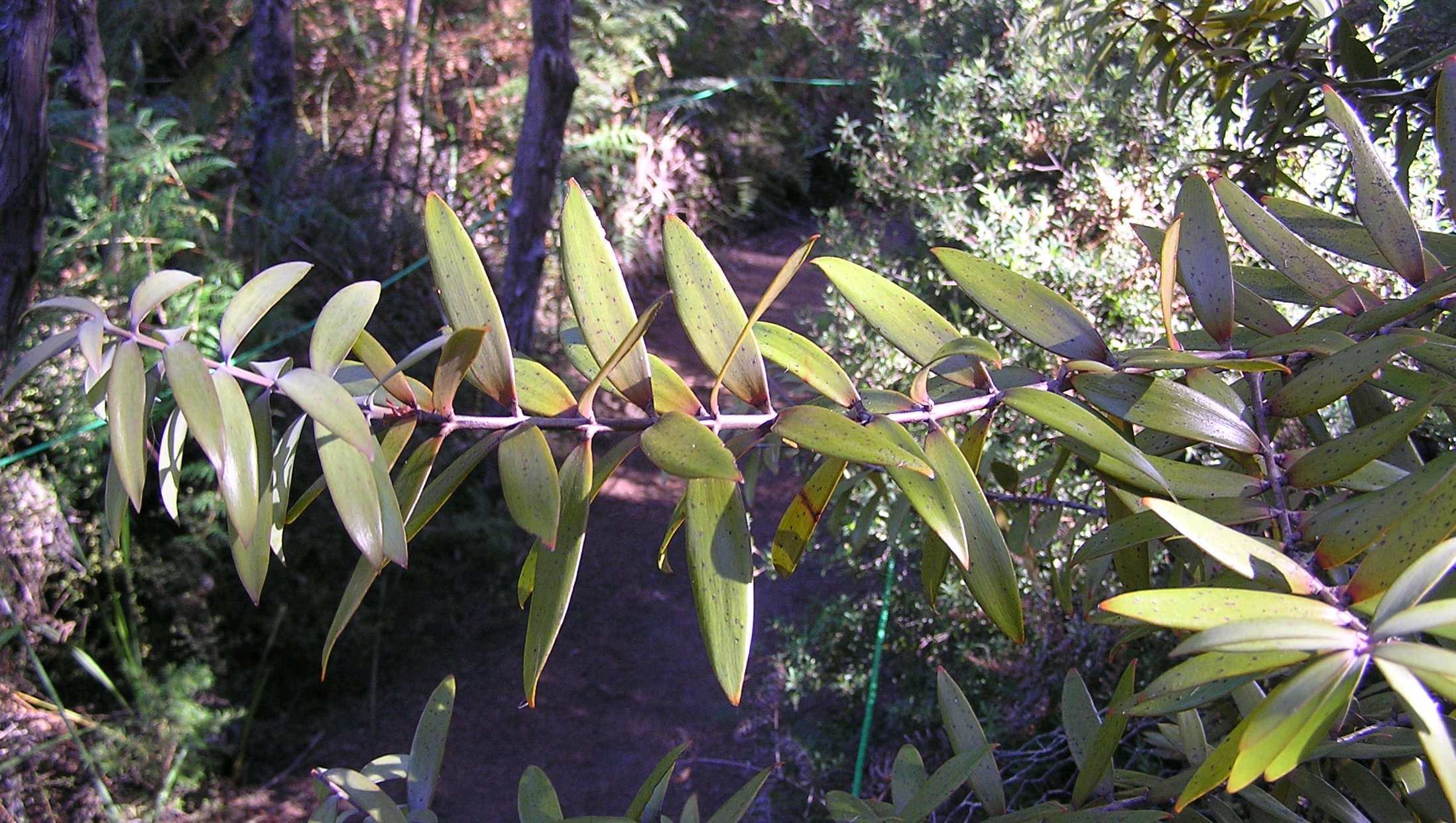
Hojas de kauri joven (Gumdiggers Park en Waiharara, Northland, Nueva Zelanda).

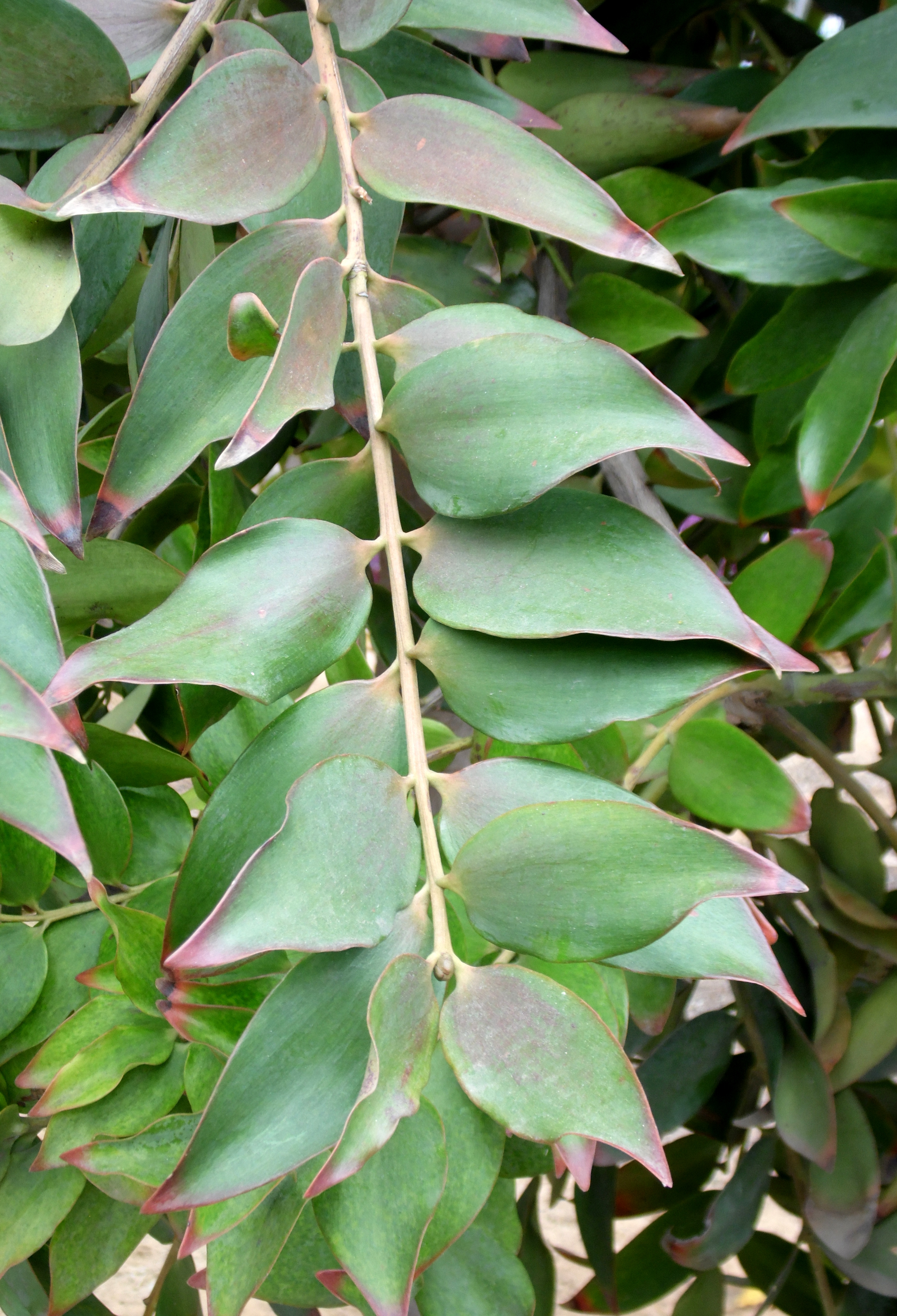
Hojas

Los antepasados del kauri aparecieron durante el periodo Jurásico (hace entre 190 y 135 millones de años).
A finales del siglo XIX y principios del XX, la goma de kauri (resina de kauri semifosilizada) se convirtió en un artículo valioso, particularmente para la producción de barnices, y fue el centro de una industria considerable en aquel tiempo.
Sin embargo, intensivamente talado para explotar su madera en el pasado, el kauri es en la actualidad muchísimo menos común que en los tiempos anteriores a la llegada de los europeos a Nueva Zelanda, hasta el punto de haberse encontrado al borde de la desaparición.

## El hábitat
Los bosques de kauris no son realmente áreas en las que solo crezca el kauri, sino que existen también podocarpos (como el rimu, el miro, el totara, el toatoa y el tanekaha) y otros árboles de madera dura, como el tawa y el taraire. El sotobosque es denso y exuberante, con pequeños árboles, matorrales, helechos, musgos, líquenes, plantas epifitas y bejucos. Los escasos bosques supervivientes de kauris de Nueva Zelanda se han convertido en una atracción turística debido al tamaño de los kauris.

## Datos técnicos
- Contenido de humedad de la madera (una vez secada): 12 %
- Densidad de la madera: 560 kg/m³
- Módulo de ruptura: 88 MPa
- Módulo de elasticidad: 9,1 GPa
- Al secarse la madera tras su corta hasta reducirse su humedad al 12 %, la contracción tangencial es del 4,1 % y la contracción radial del 2,3 %.

## El kauri antiguo o de las marismas

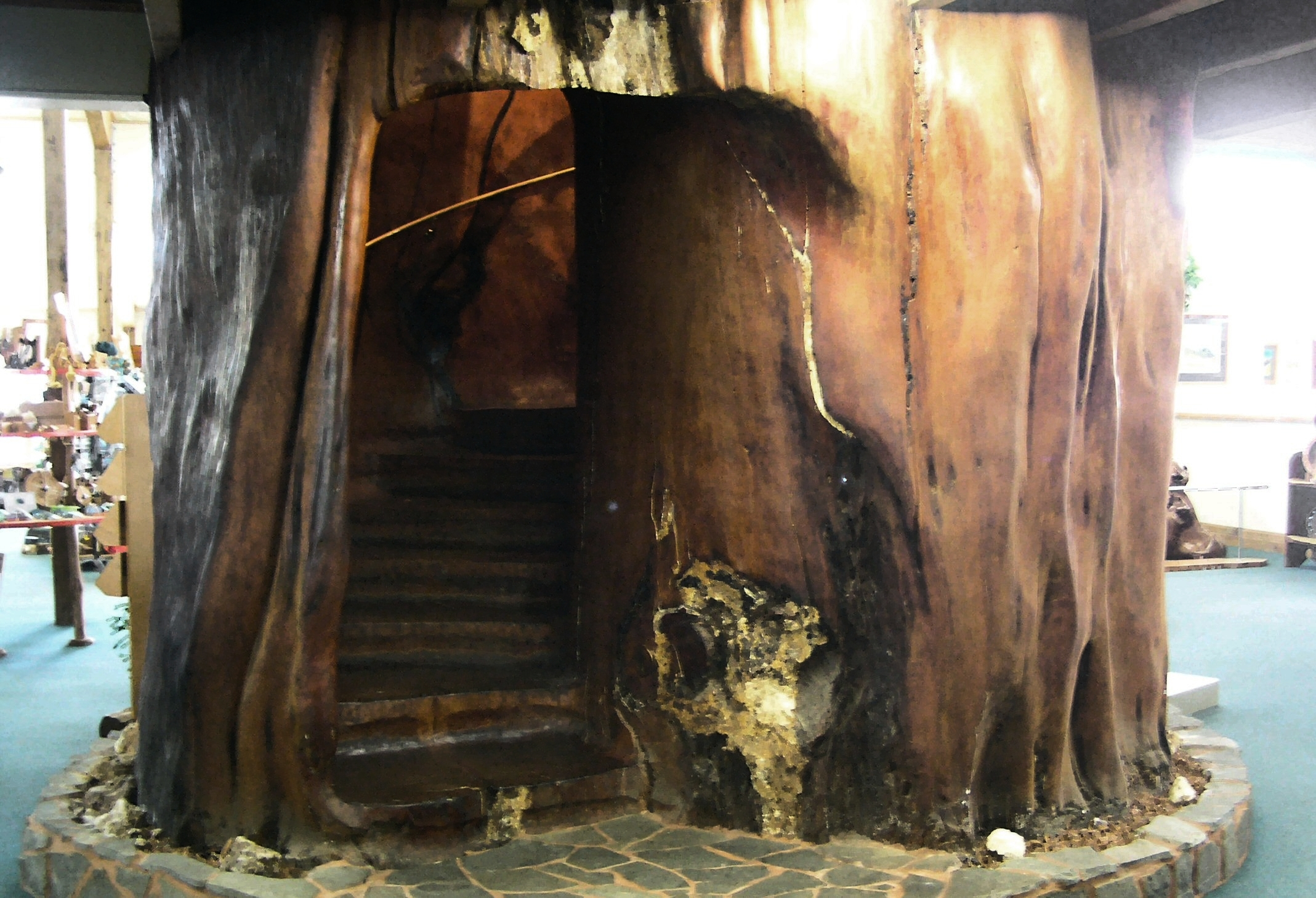
Escaleras talladas en el interior de un tronco de kauri antiguo (Ancient Kauri Kingdom, Awanui, Northland, Nueva Zelanda.

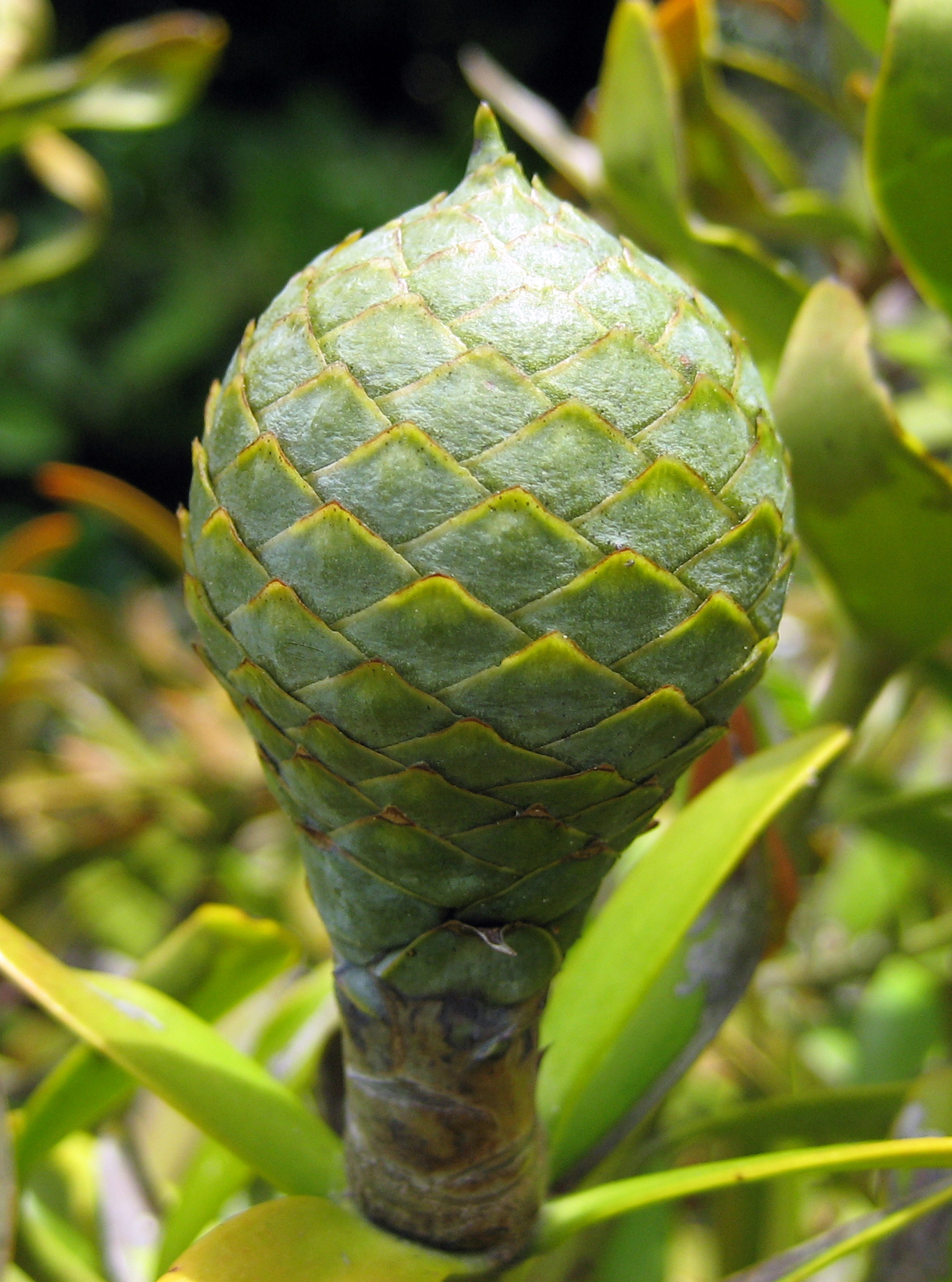
Cono

El término kauri de las marismas (swamp kauri) o kauri antiguo (ancient kauri) se refiere a troncos de kauri que han permanecido enterrados bajo tierra (generalmente en marismas) durante un periodo considerable de tiempo. Estos troncos provienen de bosques de kauri que fueron sepultados debido a cataclismos naturales (erupciones volcánicas, cambios de nivel del mar, inundaciones, etc.) hace mucho tiempo (los análisis de carbono-14 realizados a esta madera muestran que algunos ejemplares fueron sepultados hace incluso 50 000 años). Las hojas y las piñas de los árboles a menudo se conservan junto con el tronco. No obstante, una vez extraídos y en contacto con el aire, se deterioran rápidamente.
La calidad de la madera extraída es variable. En general, es comparable a la del kauri vivo, aunque ligeramente inferior, especialmente en lo referente al color. Sin embargo, su aspecto es mejorable mediante el uso de tintes naturales, los cuales proporcionan tonos marrones oscuros y verdosos que realzan los detalles de la veta. En cualquier caso, es sorprendente que la madera se conserve después de tanto tiempo bajo tierra y que, tras un proceso de secado, pueda ser aprovechada, fundamentalmente para mobiliario y decoración.

## Taxonomía
Agathis australis fue descrita por (David Don) John Claudius Loudon y publicado en An Encyclopaedia of Plants 802, en el año 1829.
Sinonimia
- Agathis brownii (Lem.) L.H.Bailey
- Dammara australis D.Don
- Dammara australis var. glauca Gordon
- Dammara brownii Lem.
- Salisburyodendron australis (D.Don) A.V.Bobrov & Melikián[5]